# Asma Al-Amiriyya
Asma Al-Amiriyya, autora de poesía y prosa, nació en Sevilla (siglo XII). Era descendiente o vinculada a la familia de Almanzor y vivió en el siglo XII. Sólo se conservan tres versos suyos que pertenecen a un poema panegírico incluido en una epístola dirigida al califa almohade ‘Abd al-Mu’min (1130-1163), en la que le recordaba su linaje ‘āmirí y le pedía que eximiese a su familia de alojar a los soldados y levantase el embargo de sus bienes.

## Poema panegírico[3]
"Sabemos que la ayuda de Dios y la clara victoria                                                                                                                                                                                                                             son de nuestro señor el príncipe de los creyentes,                                                                                                                                                                                                                y cuando se habla de las nobles acciones                                                                                                                                                                                                                           hablar de vos a todos nos ocupa...                                                                                                                                                                                                                                  ...Nos habéis transmitido la ciencia de Ibn Tūmart,                                                                                                                                                                                                            nos la habéis enseñado,                                                                                                                                                                                                                                                         y habéis guardado su promesa, bien mantenida ahora."